# 2020年イタリアグランプリ
2020年イタリアグランプリ（英: 2020 Italian Grand Prix）は、2020年のF1世界選手権第8戦として、2020年9月6日にモンツァ・サーキットで開催された。
正式名称は「Formula 1 Gran Premio Heineken d'Italia 2020」。

## レース前
新型コロナウイルス感染症の世界的流行による影響
本レースは当初第15戦として開催される予定であったが、新型コロナウイルス感染症の世界的流行により日程が見直された。ヨーロッパでは特にイタリア国内で同感染症が猛威を振るったことにより開催が危ぶまれる噂もあったが、新たに発表された序盤8戦の日程の最後に組み込まれた。主催者は無観客レースとして開催する一方、同感染症のパンデミックと戦う医療従事者250人を招待する。
タイヤ
本レースでピレリが持ち込むドライ用タイヤのコンパウンドはハード（白）：C2、ミディアム（黄）：C3、ソフト（赤）：C4の組み合わせ。
パワーユニット(PU)
本レースからPUの予選モードが禁止される。
サーキット
トラックリミット規則の厳格化を目指すFIAは、ターン5（バリアンテ・デラ・ロッジア）のシケイン出口とターン11（パラボリカ）のアウト側で4輪全てを縁石からはみ出して走行したドライバーに対し、3回で黒白旗を掲示し、それ以上の場合はスチュワードに報告される。
ウィリアムズ家のチーム離脱
8月21日にアメリカの民間投資会社「ドリルトン・キャピタル」による買収が完了したウィリアムズは、9月3日に創設者でチーム代表のフランク・ウィリアムズと副代表のクレア・ウィリアムズが本レースをもってチームから離脱することが決まり、1977年のチーム創設以来続いていたウィリアムズ家による同族経営に終止符が打たれる。同日に新経営陣が発表され、ドリルトン・キャピタルの会長マシュー・サベージ、同社の共同創設者でCEOのダレン・フルツ、ロンドンの投資顧問会社エデン・ロック・グループのCEOジェームズ・マシューズが取締役に就任する。
その他
- アルファタウリがホンダとパートナーシップを結んでから50戦目[注 3]を迎え、AT01のサイドポンツーンにあるホンダのロゴの上に「50 RACES TOGETHER」のステッカーが貼られた[14]。

## エントリーリスト
レギュラードライバーは前戦ベルギーGPから変更なし。ウィリアムズはテストドライバーのロイ・ニッサニーがジョージ・ラッセルに代わり2度目のFP1を走行する。

## フリー走行
FP1（金曜午前）

FP2（金曜午後）

FP3（土曜午前）

## 予選
2020年9月5日 15:00 CEST(UTC+2)
- 気温28度、路面温度45度、ドライコンディション[17]

本レースから予選モードが禁止されたが、メルセデス勢はそれを物ともしない走りでフロントローを独占し、ルイス・ハミルトンがバルテリ・ボッタスを僅差で抑えて3戦連続で今季6回目のポールポジションを獲得した。ハミルトンはモンツァ・サーキットで7回目、通算94回目のポールポジション獲得である。この年もトウを使ってタイムアップを狙うドライバーが多数いた中、メルセデス勢はQ3で単独走行しても他を圧倒するほどの余裕を見せた。ハミルトンから0.808秒差の3番手にカルロス・サインツJr.（マクラーレン）、サインツと0.025秒差の4番手にセルジオ・ペレス（レーシング・ポイント）が食い込み、マックス・フェルスタッペン（レッドブル）はハミルトンと0.908秒差の5番手に終わった。不振が続く中ホーム2連戦を迎えたフェラーリ勢はシャルル・ルクレールが辛うじてQ2に進出したものの13番手が精一杯で、セバスチャン・ベッテルは最終アタックでトウを使うドライバー達による渋滞にはまってタイムを更新できず、17番手でQ1敗退となった。

### 予選結果
| 順位                | No. | ドライバー                   | コンストラクター                   | Q1       | Q2       | Q3       | Grid |
| ------------------- | --- | ---------------------------- | ---------------------------------- | -------- | -------- | -------- | ---- |
| 1                   | 44  | ルイス・ハミルトン           | メルセデス                         | 1:19.514 | 1:19.092 | 1:18.887 | 1    |
| 2                   | 77  | バルテリ・ボッタス           | メルセデス                         | 1:19.786 | 1:18.952 | 1:18.956 | 2    |
| 3                   | 55  | カルロス・サインツ           | マクラーレン-ルノー                | 1:20.099 | 1:19.705 | 1:19.695 | 3    |
| 4                   | 11  | セルジオ・ペレス             | レーシング・ポイント-BWTメルセデス | 1:20.048 | 1:19.718 | 1:19.720 | 4    |
| 5                   | 33  | マックス・フェルスタッペン   | レッドブル-ホンダ                  | 1:20.193 | 1:19.780 | 1:19.795 | 5    |
| 6                   | 4   | ランド・ノリス               | マクラーレン-ルノー                | 1:20.344 | 1:19.962 | 1:19.820 | 6    |
| 7                   | 3   | ダニエル・リカルド           | ルノー                             | 1:20.548 | 1:20.031 | 1:19.864 | 7    |
| 8                   | 18  | ランス・ストロール           | レーシング・ポイント-BWTメルセデス | 1:20.400 | 1:19.924 | 1:20.049 | 8    |
| 9                   | 23  | アレクサンダー・アルボン     | レッドブル-ホンダ                  | 1:21.104 | 1:20.064 | 1:20.090 | 9    |
| 10                  | 10  | ピエール・ガスリー           | アルファタウリ-ホンダ              | 1:20.145 | 1:19.909 | 1:20.177 | 10   |
| 11                  | 26  | ダニール・クビアト           | アルファタウリ-ホンダ              | 1:20.307 | 1:20.169 |          | 11   |
| 12                  | 31  | エステバン・オコン           | ルノー                             | 1:20.747 | 1:20.234 |          | 12   |
| 13                  | 16  | シャルル・ルクレール         | フェラーリ                         | 1:20.443 | 1:20.273 |          | 13   |
| 14                  | 7   | キミ・ライコネン             | アルファロメオ-フェラーリ          | 1:21.010 | 1:20.926 |          | 14   |
| 15                  | 20  | ケビン・マグヌッセン         | ハース-フェラーリ                  | 1:20.869 | 1:21.573 |          | 15   |
| 16                  | 8   | ロマン・グロージャン         | ハース-フェラーリ                  | 1:21.139 |          |          | 16   |
| 17                  | 5   | セバスチャン・ベッテル       | フェラーリ                         | 1:21.151 |          |          | 17   |
| 18                  | 99  | アントニオ・ジョヴィナッツィ | アルファロメオ-フェラーリ          | 1:21.206 |          |          | 18   |
| 19                  | 63  | ジョージ・ラッセル           | ウィリアムズ-メルセデス            | 1:21.587 |          |          | 19   |
| 20                  | 6   | ニコラス・ラティフィ         | ウィリアムズ-メルセデス            | 1:21.717 |          |          | 20   |
| 107% time: 1:25.079 |     |                              |                                    |          |          |          |      |
| ソース:             |     |                              |                                    |          |          |          |      |

## 決勝
2020年9月6日 15:10 CEST(UTC+2)
気温27度、路面温度44度、ドライコンディション
ルイス・ハミルトンがセーフティーカー中に起こしたミスが原因でストップ＆ゴーペナルティーを受け優勝争いから脱落。シャルル・ルクレール（フェラーリ）のクラッシュにより赤旗が振られレース中断というレース前半は波乱に満ちた展開となった。そして、レース再開後、ピエール・ガスリー(アルファタウリ)とカルロス・サインツJr.(マクラーレン)がトップをかけた一騎打ちとなり、それを制したガスリーがトップでチェッカーを受け、ホンダPUとしては今季2勝目、F1の歴史において109人目のウィナーの誕生という形で幕を閉じた。もう一方のホンダ勢、レッドブルの2台は苦しい展開に終始し、両ドライバーとも痛恨のノーポイントに終わった。

### 展開
グリッド変動はなし。上位10台はソフトタイヤでスタートとなるが、タイヤ選択可能な11番手以下はミディアムタイヤ選択が多数派。そのうち、ハードタイヤはダニール・クビアト（アルファタウリ）とセバスチャン・ベッテル（フェラーリ）、エステバン・オコン（ルノー）とシャルル・ルクレール（フェラーリ）はソフトタイヤを履いてフォーメーションラップに向かった。
オープニングラップは、2番手のバルテリ・ボッタス（メルセデス）、5番手のマックス・フェルスタッペン（レッドブル）が出遅れポジションダウン。マクラーレンの2台（カルロス・サインツJr.とランド・ノリス）が好スタートを決めて2位と3位へ浮上。後方ではアレクサンダー・アルボン（レッドブル）がバリアンテでのオーバーテイクを狙ったが、スタートの混戦に巻き込まれ、行き場をなくしてしまったピエール・ガスリー（アルファタウリ）と接触。これにより、アルボンはマシンにダメージを負い、14位までポジションを落とした。この件については審議対象となったが、二人の接触はおとがめなしとなった。それ以外の接触はなく、2周目へ突入。ボッタスは出足が鈍り、ペースに苦しむ。5週目以降は2位サインツがポールポジションスタートのルイス・ハミルトン追撃の役割を担うことになったが、差を縮めることはできなかった。また、3位ノリスはトップ2に引き離され始め、後方のマシンを抑える形となった。
6周目、ベッテルがブレーキトラブルでターン1を直進。大事故には至らなかったが、スロー走行でピットに戻るとそのままレースを終えた。ハミルトンは首位を独走。3位以下は団子状態となっていることもあり、なかなかオーバーテイクできず膠着状態となり、淡々と周回を重ねていった。だが、19周目、ケビン・マグヌッセン（ハース）が『何かが壊れた』と訴えスローダウン。最終的にピットレーン入り口付近に車両を止めリタイアとなった。これを受け、セクター3でシングルイエローフラッグが出された。これに反応したのはアルファタウリ。ガスリーにピットストップを指示しハードタイヤへ交換して送り出した（後述）。ところが、車両の撤去に時間がかかりセーフティカー（SC）が出動。SC導入とほぼ同時にハミルトンがピットストップ、アントニオ・ジョビナッツィ（アルファロメオ）もピットストップをしたが、他はステイアウト。レース戦略上ここでタイヤ交換を行う方が有利であるとされるタイミングにもかかわらず、先述の2名以外がステイアウトを選択した理由が国際映像越しでは分からず、一時的に混乱が発生していたが、字幕でマシン撤去の影響でピットレーンが閉鎖中という情報が流れ、ステイアウトした理由が判明する（後述）。閉鎖自体は23周目に解除されたが、SC導入とほぼ同時にピットが閉鎖されたにもかかわらず、ピットストップをしたハミルトンとジョビナッツィは審議対象となった。ピットレーン閉鎖解除を受け、大半のマシンがピットストップをする中、ランス・ストロール（レーシングポイント）のみがステイアウトを選択。
レース再開は24周目。しかし、ルクレールが最終コーナーのターン11、パラボリカで挙動を乱し高速のままタイヤバリアにクラッシュ。ルクレールは無線で放送禁止用語を用いて悔しさを露わにした。そして再びSCが導入された。幸いルクレールに大きな怪我はなく、自力でマシンを降りた。しかし、ルクレールの車両回収とバリア修復に時間がかかると判断され、レースは赤旗中断されることになった。中断中にジョビナッツィとハミルトンの2名の審議が行われ、先にジョビナッツィのペナルティが確定（後述）。ハミルトンは様々な要因が重なったため、審議に時間がかかったが、ペナルティの対象になる動きをしたと認定（後述）。この2名に対し10秒のストップ＆ゴーペナルティとペナルティポイント2点加算処分が出された。またハミルトンは中断中ピットレーン閉鎖時のピットレーン違反のビデオを確認するシーンが国際映像で流れた。
この時点での入賞圏内の暫定順位は、ハミルトン、ストロール、ガスリー、キミ・ライコネン（アルファロメオ）、ジョビナッツィ、サインツ、ノリス、ボッタス、ニコラス・ラティフィ（ウイリアムズ）、ダニエル・リカルド（ルノー）となっていた。
約25分の中断の後、レースは28周目から再開。追い上げる必要があるハミルトンはハードタイヤを装着。ストロールとガスリーはミディアムタイヤを履き、他のマシンもタイヤ交換を実施しコースイン。再スタートは各車がグリッドについてのスタンディング方式で行うことが決定（後述）。各車グリッドにつき、シグナルがブラックアウト。ガスリーが好スタートを決めてストロールをオーバーテイク。ストロールはスタートを失敗し後退。第2シケインのロッジアでオーバーシュートもあり、5番手まで下がった。またハミルトンは、この周でペナルティを消化。それに伴い最後尾に転落。後方では、フェルスタッペンが14番手にポジションを落とした。首位に浮上したガスリーは、アルファロメオの2台を従え逃げる形となった。一方、フェルスタッペンは31周目にピットへ。パワーユニット関連のトラブルにより、そのままマシンを降り、開幕戦以来のリタイアを喫することになった。
ガスリーは2番手ライコネンに対して少しずつギャップを広げ、DRSが使用可能になるまでに3秒ほどのギャップを築いた。ライコネンは何周か粘ったが、34周目にサインツ、35周目にストロールにパスされ、表彰台圏外へ。ただ、3位ストロールの奮闘はここまでで、前の2台についていくことができず、35周目からはガスリーとサインツの実質的な一騎打ちに。セクター1、3で速いサインツに対し、セクター2で差を広げるガスリーという構図となり、ラップタイムでも一進一退の攻防が展開される。
ペナルティ消化後のハミルトンは驚異のファステストラップを連発。1周2秒近く速いペースで、集団に追いつこうと猛プッシュし、38周目には集団の後方にいた14番手のアルボンに追いつき、40周目にターン1でアルボンがオーバーシュートしたこともあり、オーバーテイク。その後も追い上げ続けたハミルトンは、47周目に10番手まで落ちていたライコネンをパス。入賞圏内に復帰することに成功した。
サインツは47周目には完全にガスリーを射程圏内に捉えたものの、ガスリーはトウを阻止するように走り、防戦。50周を超えたところで1秒台まで差が詰ったが、DRSが使える1秒以内に入ったのはファイナルラップのホームストレートから。サインツはターン1でしかける素振りを見せたものの、インに飛び込むことはできず。第2シケイン、レズモをトップで抜けたガスリーはアスカリシケイン、パラボリカをミスなく立ち上がった。
誰も予想できない展開となったレースでトップチェッカーを受けたのは、これがF1初優勝となったガスリー。ホンダがトロロッソと組んでから50戦目となる記念のレースで最高の結果を残し（後述）、ホンダPUとしては7戦連続の表彰台となった。2位はF1初優勝を逃したサインツ。赤旗中断が追い風となったストロールが3位となった。
ノリスはDRSなしでボッタスを抑えきる気迫の走りを見せ4位を獲得。ある意味チャンスだったボッタスは5位に終わり、ルノーチームは6位と8位のダブル入賞、クビアトが9位、ペレスが10位となり、アルファタウリとレーシングポイントもダブル入賞となった。ハミルトンは執念の走りでボッタスからわずか10秒遅れとなる7位でフィニッシュしポイント持ち帰り、連続入賞記録を41戦に伸ばしてレースを終えた。だが、王者メルセデス勢はフロントロースタートにもかかわらず、ボッタスは不調で表彰台すら争えずに終わり、ハミルトンの方はチームおよび自身のミスでペナルティを受け（後述）、状況的には勝っていてもおかしくなかったレースを落とすという大失態を犯してしまった。また、タイトルの可能性が残されているレッドブルは、今回はメルセデスとの差を詰める大チャンスだったが、苦手とされるコースとはいえ、一度も上位に絡むこともなく、ノーポイントという痛恨の結果で終わった。そんな中王者メルセデス勢が、当レースの最高速度1-2を独占し、両ドライバーとも出場チーム唯一の360km/hを軽く超える最高速度を記録した。
そのうちハミルトンは今回のピットストップ違反によるペナルティでペナルティポイント2点加算処分を受け、今シーズンに入ってからのペナルティポイント加算は合計6点になった。更に1年間の累計ペナルティポイントが8点となり、1レース出場停止の危機に立たされた。ハミルトンの一番近いペナルティポイントの有効期限は11月17日であり、それまでにあと4点のペナルティポイントが課されてしまうと、1レース出場出来なくなる。

#### 補足
ここでは以下の内容を補足する。
- ピットの一時閉鎖

まず、前提条件として、ピットレーンとピットエントリーと呼ばれる部分で分割されていることを把握する必要がある。いわゆるピットレーンが速度制限のある個所であり、その手前のエリアとなるピットエントリーは速度制限はなく、ぎりぎりまでハイスピードで走って急ブレーキをかけるような行為は違法ではない。ただし、ピットレーンの速度制限を開始する線を超える前に制限速度以下にしなくてはならず、もし速度超過した場合、ペナルティとなる。また、ピットに入るか否かのフェイント行為は問題ないが、ピットエントリーのゾーンへ入った場合、必ずピットレーンを走行してコースへ復帰しなくてはならない。そのため、コースとの境界線を示す線をまたぐとペナルティとなる。実際、2016年ヨーロッパグランプリにてライコネンがピットエントリーのゾーンに誤って入ってしまい、自身はそこから線をまたぐようにコースへ復帰したため、その際は5秒のタイムペナルティ加算の処分を受けている。
19周目、マグヌッセンがトラブルでリタイア。最初はピットへの帰還を目指すが力尽き、ピットエントリーの芝生のある箇所にマシンを止めた。その際、イエローフラッグ(詳細はレース旗#黄旗（イエローフラッグ）を参照）が出たが、19周目の時点では「セクター3区間のみイエローの状態」という扱いであり、この時点ではピットレーンは閉鎖されていないため、ガスリーのピットストップは違反ではない。ただし、レース後のクビアトのコメントによれば、10番手ガスリーで11番手クビアトという順になっており、前のガスリーがこの時は苦戦し、クビアトのペースのほうがよかったため、クビアトも含め、チームは入賞の確率を上げるためにレース戦略を変更した意味合いがあり、その関係でピットストップをした面もあった。これは結果的に二人の明暗を分けることとなったが、同時にガスリー優勝の伏線となった。
車両自体はピットへの進入を妨げるようには停まっておらず、ピットエントリーの芝生の部分で停まっていたため、その進入を妨害していたわけではなかった。しかし、係員らはマシンを動かすことに苦戦したこともあり、20周目にマシン撤去の安全確保のため、「SCが導入され、ほぼ同時にピットエントリーが閉鎖」という状況へ移行した。レース後に公開された無線のやり取りによれば、メルセデス陣営はSCが導入されたことに気を取られ、無線でピットストップの指示をしてしまい、ハミルトンも最終コーナー（パラボリカ）アウト側に設置されたピットレーン閉鎖の信号を見落とすミスをしてしまった。チームの方がその状況に早く気付いたが、ステイアウトと無線で指示したのは、ピットレーンの速度制限の開始ラインを超える直前であり、手遅れであった。ハミルトンはピットレーン入り口に合図のための信号がなかったとして不満を口にしたが、ドライバー合図用としては、ピットの状況を示すライトが最終コーナーのパラボリカ途中と出口の2カ所に設置していることが木曜日の段階で書面で通知されており、その書面でイラストでも明記されており、入り口にないことは事前に案内されていた。また、その信号はピットレーン側からは見えないが、ピットレーン側はFIAからそういった類の情報がモニターで通知され、それをチームが確認する仕組みとなっていた。実際、暫定2位だったサインツの無線では、少なくともチームがステイアウトを指示しており、言い訳はできなかった。
ただし、ジョビナッツィの方はSCが暫定トップのマシンの先導を開始してからピットストップしたのが明らかだったため、早い段階でペナルティを認定する根拠を確認できたのに対し、ハミルトンの場合、記録上では「SC導入から11秒後にピットエントリーが閉鎖」されたという点で確認作業が必要となった。わかりやすくいえば、入り口側は閉鎖されても出口が閉鎖されたわけではないため、ハミルトンが閉鎖前となる10秒以内にピットレーンに入っていた場合、ピットエントリーが閉鎖される前にピットレーンへ入ったと解釈されるため、一応違反ではないことから、ペナルティが回避される可能性もあった。そのため、検証に時間がかかった面もあるが、単純に審議中もしくは発表しようとしたタイミングで赤旗が振られる事態が起きたため、発表が遅れただけという見方もできる。
- 赤旗関連

赤旗中断の場合、基本ピットレーン上で待機するのは当然だが、今回のストロールのように中断中に異なるコンパウンドのタイヤ交換すること自体は認められている。また、これでレース中に異なる2種類のタイヤを装着する義務を果たしていなかった場合でも今回のように交換していれば、義務を消化した形となる。ピットクルーがマシンに触ることは問題なく、ブレーキのエアダクトなどのいくつかの部品については、FIAの担当者確認の元、既存の部品への交換（同一性能の部品のみという条件が付く）は可能となっている。
レース再開時の方法だが、レースディレクターの判断によって変わるという前提はあるものの、2018年から赤旗中断後の再スタートはセーフティカー先導によるローリングスタート方式(各ポストでの表示は「RS」)ではなく、各車グリッドについて再スタートするスタンディングスタート方式(各ポストでの表示は「SS」)が導入されており、スタート直後以外でそれが実施されるのは今回が初めてとなった。

### その他
今回のレースだが、多くの記録や記憶に残る出来事が多数生まれることとなった。
- ガスリーおよびアルファタウリ

フランス人のF1ドライバーの優勝は、1996年モナコグランプリで勝利したオリビエ・パニス以来だが奇しくもその時のパニスのマシンは無限ホンダエンジンを搭載していた。また、アルファタウリとしては前身と同じく初表彰台が優勝となり、ファエンツァのチームとしては2008年イタリアグランプリ以来2度目の優勝となる。
- サインツおよびマクラーレン

敗れたサインツも、2度目の表彰台ではあるが前回とは違い自力で表彰台を獲得し、「3位以内でチェッカーを受けた」のは初めてであった。またチームとしてはシーズンで2度目の表彰台獲得となったが、2014年オーストラリアグランプリでのダブル表彰台を獲得数2回と解釈すれば2014年以来だが、異なるGPで2回以上表彰台を獲得したのは2012年以来となった。
- ストロール及びレーシングポイント

ストロールは2017年アゼルバイジャングランプリ以来の2度目の表彰台。レーシングポイントとしては初表彰台だが、フォース・インディア時代から見れば2018年アゼルバイジャングランプリ以来の表彰台となった。
- ハミルトンおよびメルセデス

2台とも表彰台を逃したうえでのダブル入賞というパターンは2018年メキシコグランプリ以来。さらにメルセデスおよびハミルトンがポールポジションを獲得しながら表彰台を逃したのは2015年ハンガリーグランプリ以来となる。ちなみにハミルトンだが、7位でレースを終えたのは今回も含めると9回しかないのだが、そのうち、3回のレースではファエンツァのチームが表彰台に上がっているという奇妙な偶然となった。ファエンツァのチームが初優勝した2008年も7位。ガスリーが初表彰台に乗った時もペナルティを受けての降格という形での7位。今回はペナルティからの追い上げで7位となっている。
- フェラーリ

フェラーリがモンツァで予選トップ10を逃したのは1984年以来の36年ぶり。また、モンツァの決勝をダブルリタイアで終えるのは1995年以来となる。ちなみに、ホンダエンジンとしては1992年イタリアグランプリ以来28年ぶりのイタリアGP優勝となるが、その年のフェラーリもダブルリタイアをしている。
- F1史上最速平均周回速度

今シーズン、強力なターボパワーユニットと非常に高い旋回性能の高さを誇るメルセデスのハミルトンが、予選で1分18秒887を記録し、2018年イタリアグランプリで当時フェラーリ所属だったキミ・ライコネン以来の史上最速平均周回速度を更新された。
これ以外にも、2014年に現行のV6ハイブリッドターボ・パワーユニット規則が導入されて以来の記録という点では、同一メーカーのパワーユニットで複数チームが優勝を果たすのも初であり、その時期に優勝経験のあるメルセデス、フェラーリ、レッドブル以外が優勝したのも初、その3チーム所属のドライバーが一人も表彰台に上がっていないのも初である。

### レース結果
| 順位    | No. | ドライバー                   | コンストラクター                   | 周回数 | タイム/リタイア原因 | Grid | Pts. |
| ------- | --- | ---------------------------- | ---------------------------------- | ------ | ------------------- | ---- | ---- |
| 1       | 10  | ピエール・ガスリー           | アルファタウリ-ホンダ              | 53     | 1:47:06.056         | 10   | 25   |
| 2       | 55  | カルロス・サインツ           | マクラーレン-ルノー                | 53     | +0.415              | 3    | 18   |
| 3       | 18  | ランス・ストロール           | レーシング・ポイント-BWTメルセデス | 53     | +3.358              | 8    | 15   |
| 4       | 4   | ランド・ノリス               | マクラーレン-ルノー                | 53     | +6.000              | 6    | 12   |
| 5       | 77  | バルテリ・ボッタス           | メルセデス                         | 53     | +7.108              | 2    | 10   |
| 6       | 3   | ダニエル・リカルド           | ルノー                             | 53     | +8.391              | 7    | 8    |
| 7       | 44  | ルイス・ハミルトン           | メルセデス                         | 53     | +17.245             | 1    | 7 FL |
| 8       | 31  | エステバン・オコン           | ルノー                             | 53     | +18.691             | 12   | 4    |
| 9       | 26  | ダニール・クビアト           | アルファタウリ-ホンダ              | 53     | +22.208             | 11   | 2    |
| 10      | 11  | セルジオ・ペレス             | レーシング・ポイント-BWTメルセデス | 53     | +23.224             | 4    | 1    |
| 11      | 6   | ニコラス・ラティフィ         | ウィリアムズ-メルセデス            | 53     | +32.876             | 20   |      |
| 12      | 8   | ロマン・グロージャン         | ハース-フェラーリ                  | 53     | +35.164             | 16   |      |
| 13      | 7   | キミ・ライコネン             | アルファロメオ-フェラーリ          | 53     | +36.312             | 14   |      |
| 14      | 63  | ジョージ・ラッセル           | ウィリアムズ-メルセデス            | 53     | +36.593             | 19   |      |
| 15      | 23  | アレクサンダー・アルボン     | レッドブル-ホンダ                  | 53     | +37.533             | 9    |      |
| 16      | 99  | アントニオ・ジョヴィナッツィ | アルファロメオ-フェラーリ          | 53     | +55.199             | 18   |      |
| Ret     | 33  | マックス・フェルスタッペン   | レッドブル-ホンダ                  | 30     | パワーユニット      | 5    |      |
| Ret     | 16  | シャルル・ルクレール         | フェラーリ                         | 23     | アクシデント        | 13   |      |
| Ret     | 20  | ケビン・マグヌッセン         | ハース-フェラーリ                  | 17     | パワーロス          | 15   |      |
| Ret     | 5   | セバスチャン・ベッテル       | フェラーリ                         | 6      | ブレーキ            | 17   |      |
| ソース: |     |                              |                                    |        |                     |      |      |

追記
- ^FL - ファステストラップの1点を含む

優勝者ピエール・ガスリーの平均速度
171.830 km/h (106.770 mph)
ファステストラップ
- ルイス・ハミルトン - 1:22.746 (34周目)

ラップリーダー
太字は最多ラップリーダー
- ルイス・ハミルトン - 26周 (1-20, 22-27)
- カルロス・サインツ - 1周 (21)
- ピエール・ガスリー - 26周 (28-53)

## 第8戦終了時点のランキング
|         | 順位 | ドライバー                 | ポイント |
| ------- | ---- | -------------------------- | -------- |
|         | 1    | ルイス・ハミルトン         | 164      |
| 1       | 2    | バルテリ・ボッタス         | 117      |
| 1       | 3    | マックス・フェルスタッペン | 110      |
| 3       | 4    | ランス・ストロール         | 57       |
| 1       | 5    | ランド・ノリス             | 57       |
| ソース: |      |                            |          |

|         | 順位 | コンストラクター                   | ポイント |
| ------- | ---- | ---------------------------------- | -------- |
|         | 1    | メルセデス                         | 281      |
|         | 2    | レッドブル-ホンダ                  | 158      |
|         | 3    | マクラーレン-ルノー                | 98       |
|         | 4    | レーシング・ポイント-BWTメルセデス | 82       |
| 1       | 5    | ルノー                             | 71       |
| ソース: |      |                                    |          |

- 注：ドライバー、コンストラクター共にトップ5のみ表示。